# Акопян, Иосиф Григорьевич
 Ио́сиф Григо́рьевич Акопя́н  (род. 28 августа 1931 года, Саратов, РСФСР) — российский учёный армянского происхождения, конструктор, доктор технических наук, специалист в области ракетного оружия, академик РАРАН, генеральный конструктор — заместитель генерального директора открытого акционерного общества «Московский научно-исследовательский институт „Агат“».

## Биография
Родился 28 августа 1931 года в Саратове.
Иосиф, единственный сын родителей, уехал в эвакуацию со своей тётей, сестрой матери, осенью 1941 года. В Бугуруслане, в школьные годы, началось увлечение Иосифа делом всей его будущей жизни — радио.
Иосиф получил хорошее радиолюбительское образование. Юноша из глубинки регулярно посылал в редакции журналов «Математика в школе» и «Физика в школе» решения публиковавшихся там конкурсных задач, и во многих послевоенных номерах журналов можно найти упоминание его фамилии среди победителей.
В 1949 году Иосиф окончил с медалью школу и приехал в Москву. Он уже твердо знал, что будет поступать в МГУ и обязательно на радиотехническую специальность. Иосиф пошёл на радиофизическое отделение — на кафедру радиолокации, став Сталинским стипендиатом и одним из общественных лидеров Физфака.
Научным руководителем Акопяна был академик Владимир Васильевич Мигулин. На его кафедре Иосиф защитил диплом с отличием и был оставлен в аспирантуре.
На защите кандидатской диссертации оппонентами у Акопяна были два выдающихся радиофизика — будущий член-корреспондент АН СССР Сергей Михайлович Рытов и профессор В. И. Тихонов. Рытов звал молодого ученого к себе, в ФИАН.
В апреле 1958 года Акопян попал в Жуковский.
В 1960 году Виктор Васильевич Тихомиров назначил Акопяна начальником большого отдела и представил его кандидатуру в Минрадиопром на назначение главным конструктором РГС для ракеты зенитного ракетного комплекса «Куб». Назначение состоялось. Акопяну было 29 лет.
Итогом его работы стало создание перечня радиолокационных головок самонаведения, принятых для оснащения около десятка типов ракет «воздух-воздух», около десятка типов ракет «земля-воздух», ряда ракет ПВО Сухопутных войск, а также истребителей МиГ-23, -25, - 29, -31, Су-27. Основой этой работы стало более 230 научных работ, более 60 патентов и авторских свидетельств на изобретения профессора Акопяна.
С момента образования «Агата» в 1986 году в течение 20 лет Акопян был генеральным директором — генеральным конструктором этого специализированного института, ответственного за создание высокоэффективных РГС.
17 февраля 2023 года назначен научным руководителем Концерна ВКО «Алмаз — Антей».

## Награды

### Государственные награды Российской Федерации
- Орден «За заслуги перед Отечеством» II степени (11 сентября 2006 года) — за большой вклад в разработку специальной техники, укрепление обороноспособности государства и многолетний добросовестный труд[2]
- Орден «За заслуги перед Отечеством» III степени (2001 год)
- Орден «За заслуги перед Отечеством» IV степени (18 декабря 1996 года) — за заслуги перед государством, многолетний добросовестный труд и большой вклад в укрепление дружбы и сотрудничества между народами[3]
- Медаль «300 лет Российскому флоту» (1996 год)
- Медаль «В память 850-летия Москвы» (1997 год)
- Медаль Жукова (2003 год)

Государственные награды СССР:
- Орден Ленина (1984 год)
- Орден Октябрьской революции (1971 год)
- Орден «Знак Почёта» (1966 год)
- Медаль «За доблестный труд в ознаменование 100-летия со дня рождения Владимира Ильича Ленина» (1970 год)
- Медаль «Ветеран труда» (1984 год)

Региональные награды: 
- Орден Ивана Калиты (14 июля 2011 года, Московская область)[4]
- Знак отличия «За заслуги перед Московской областью» (7 августа 2006 года, Московская область)[5]
- Знак «За заслуги перед Московской областью» III степени (23 сентября 2016 года)[6]
- Почётный знак Губернатора Московской области «Благодарю» (2004 год)

### Иностранные награды
- Орден Дружбы (1996 год, КНР)
- Орден Почётного Офицера (2003 год, Бельгия)

Общественные и ведомственные награды: 
- Золотая медаль имени А. А. Расплетина (АН СССР, 1990 год)
- Медаль «За заслуги в создании вооружения и военной техники» (2000 год)
- Медаль «За выдающиеся достижения» РАРАН (2001 год)
- Орден Серебряная звезда «Общественное признание» (2006 год)
- Орден «Пётр Великий» 1-й степени (2006 год)
- Медаль «К 95-летию В. В. Тихомирова» (2007 год)
- Медаль «К 100-летию И. И. Торопова» (Роспром, 2008 год)
- Памятная медаль «100 лет со дня рождения Л. В. Люльева» (2008 год)
- Медаль «К 100-летию П. Д. Грушина» (2008 год)
- Медаль «Патриот России» (2008 год)
- Медаль «За заслуги перед профсоюзом»
- Профсоюзная медаль «Единство-Солидарность-Справедливость»
- Профсоюзная медаль «За содружество»

Звания:
- Заслуженный деятель науки Российской Федерации (2 февраля 2013 года) — за многолетнюю плодотворную научную деятельность[7]
- Почётный радист СССР (1966 год)
- Лучший менеджер России (2002 год, 2003 год)
- Почётный машиностроитель РФ (2006 год)
- Почётный гражданин города Жуковский (2001 год)[8]

Премии:
- Ленинская премия (1972 год)
- Государственная премия СССР (1980 год)
- Премия Правительства Российской Федерации в области науки и техники (1998 год)
- Национальная премия имени Петра Великого (2002)[9]
- Премия имени Калмыкова В. Д. (2004 год)
- Национальная премия «Золотая идея» (2005 год)

## Научные звания
- Действительный член (академик) Российской академии ракетно-артиллерийских наук (2000)[10]
- Академик Международной академии информатизации (1996)
- Член-корреспондент Академии электротехнических наук (1995)[11]
- Кандидат физико-математических наук (1960), Доктор технических наук (1988), профессор (1990)